# U-153号潜艇 (1917年)
陛下之153号潜艇原是由汉堡赖厄施蒂格船厂承建的一艘商用潜艇，设计用于突破英国的海上封锁运送重要物资。后因战略需求，它自1916年12月16日被德意志帝国海军收编为U-151级巡洋潜艇的三号艇，于1917年7月19日下水，至同年11月17日交付使用。U-153号是在第一次世界大战期间服役的329艘德国军用潜艇之一，曾参加过大西洋潜艇战。在其仅有的一次远洋巡航中，共击沉3艘协约国或中立国商船（9428总吨）和1艘英国辅助军舰（3314总吨）。战后，该艇于1918年11月24日移交英国正式投降，至1921年被拖出英吉利海峡凿沉。

## 设计
U-153号原是由德意志远洋航运公司（Deutsche Ozean-Reederei GmbH，简称DOR）于1916年11月29日订购的一艘商用潜艇，它由汉堡的赖厄施蒂格船厂承建，设计用于突破英国皇家海军在第一次世界大战期间对德国实施的海上封锁，在德国和当时仍保持中立的美国之间运送货物。但在动工后不久，德意志帝国海军便于1916年12月16日根据P项战时订单（Kriegsauftrag P）将其收编为U-151级潜艇的三号艇，并按军用标准改造成巡洋潜艇。
改作军用的U-153号水面排水量1512吨，水下排水量1875吨；推进系统的总功率调整为柴油机和电动机各800匹公制馬力（588千瓦特），可分别提供最高12.4節（23.0每小時）的水面航速和最高5.2節（9.6每小時）的水下航速，其中5.5節（10.2每小時）航速时的水面续航里程高达25,000海里（46,000）、3節（5.6每小時）航速时则可在水下巡航65海里（120）。U-153号配备两具艇艏鱼雷发射管，可携带18枚鱼雷；甲板炮则安装有两门150毫米45倍径艇用高射炮。其额定船员编制为6名军官和50名水兵。

## 历史
U-153号于1917年7月19日下水，至同年11月17日在首任艇长、海军少校格诺特·格廷的指挥下交付使用。继格廷之后，保罗·帕斯图齐克少校（1918年8月1日－11月11日）也曾担任过该艇指挥官。完成海试后，U-153号被编入驻基尔的巡洋潜艇部队（U-Kreuzer-Verband）服役，并一直隶属于该部队直至战争结束。
第一次世界大战期间，U-153号仅执行过一次深入大西洋的巡逻，期间共击沉3艘协约国或中立国商船，以及1艘英国辅助军舰，容积总吨为12742吨。其中容积最大的受害者是5011总吨的意大利货轮恩里凯塔号（Enrichetta），它在从美国波特兰返回意大利的途中，于1918年5月9日被U-153号发射鱼雷击沉。被U-153号击沉的辅助军舰则是来自英国皇家海军的Q船柳枝号，它于1918年4月25日在法属西非的白岬对开海面沉没，共造成58名船员罹难。
战后，根据对德停战协议的要求，U-153号于1918年11月24日作为战利品移交英国，并在哈维奇正式向协约国投降。它于1918年12月在格林尼治展出，之后本应分配予法国，但在与U-162号交换后被英国保留，并搁置在朴茨茅斯。至1921年6月30日，U-153号最终被拖出英吉利海峡，凿沉于怀特岛对开海面。

## 袭击历史摘要
| 日期          | 船名         | 船籍         | 吨位 （容积总吨） | 结局 |
| ------------- | ------------ | ------------ | ----------------- | ---- |
| 1918年3月15日 | 亚历山德拉号 | 義大利王國   | 2394              | 击沉 |
| 1918年4月14日 | 圣伊萨贝尔号 | 英国         | 2023              | 击沉 |
| 1918年4月25日 | 柳枝号       | 英國皇家海軍 | 3314              | 击沉 |
| 1918年5月9日  | 恩里凯塔号   | 義大利王國   | 5011              | 击沉 |

## 脚注
1. ↑  Gröner 1991，第20-21頁.
2. 1 2  Helgason, Guðmundur. . German and Austrian U-boats of World War I - Kaiserliche Marine - Uboat.net.   [2022-01-06].
3. 1 2  Helgason, Guðmundur. . German and Austrian U-boats of World War I - Kaiserliche Marine - Uboat.net.   [2022-01-06].
4. ↑  Williamson，第16頁.
5. ↑  Gröner 1991，第20–21頁.
6. ↑  Herzog，第136頁.
7. ↑  Helgason, Guðmundur. . German and Austrian U-boats of World War I - Kaiserliche Marine - Uboat.net.   [2022-01-06].
8. ↑  Helgason, Guðmundur. . German and Austrian U-boats of World War I - Kaiserliche Marine - Uboat.net.   [2022-01-06].
9. ↑  Dodson & Cant，第54, 124頁.
10. ↑  Helgason, Guðmundur. . German and Austrian U-boats of World War I - Kaiserliche Marine - Uboat.net.   [2018-06-05].